# Charles-Eugène Delaunay
Charles-Eugène Delaunay (ur. 9 kwietnia 1816 w Lusigny-sur-Barse, zm. 5 sierpnia 1872 w Cherbourgu) – francuski astronom i matematyk.

## Życiorys
Pochodził z ubogiej rodziny, w dzieciństwie został wysłany do wuja, który mieszkał w Troyes, tam uczęszczał do szkoły. W 1833 roku wyjechał do Paryża, aby studiować na École polytechnique.
W 1841 opublikował rozprawę doktorską zatytułowaną De la distinction des maxima et des minima dans les questions qui dépendent de la méthode des variations, po czym Jean-Baptiste Biot zaproponował mu przejęcie swoich wykładów z fizyki astronomicznej na Sorbonie. W 1843 roku ukończył studia inżynierskie na École des Mines. Wykładał tam geometrię i mechanikę w latach 1845-1850. W 1850 roku objął katedrę mechaniki na Sorbonie, a w 1851 został profesorem w École polytechnique. W 1855 został wybrany do Sekcji Astronomii Francuskiej Akademii Nauk.
Opublikował kilka artykułów dotyczących perturbacji Urana. Zajmował się także teorią pływów. Badał mechanikę Księżyca jako specyficzny przypadek problemu trzech ciał.
W 1870 roku objął stanowisko dyrektora obserwatorium paryskiego.
W 1872 roku Delaunay i trzy inne osoby utonęły po tym, jak łódź, którą płynęli przewróciła się na skutek silnego podmuchu wiatru.

## Wyróżnienia i nagrody

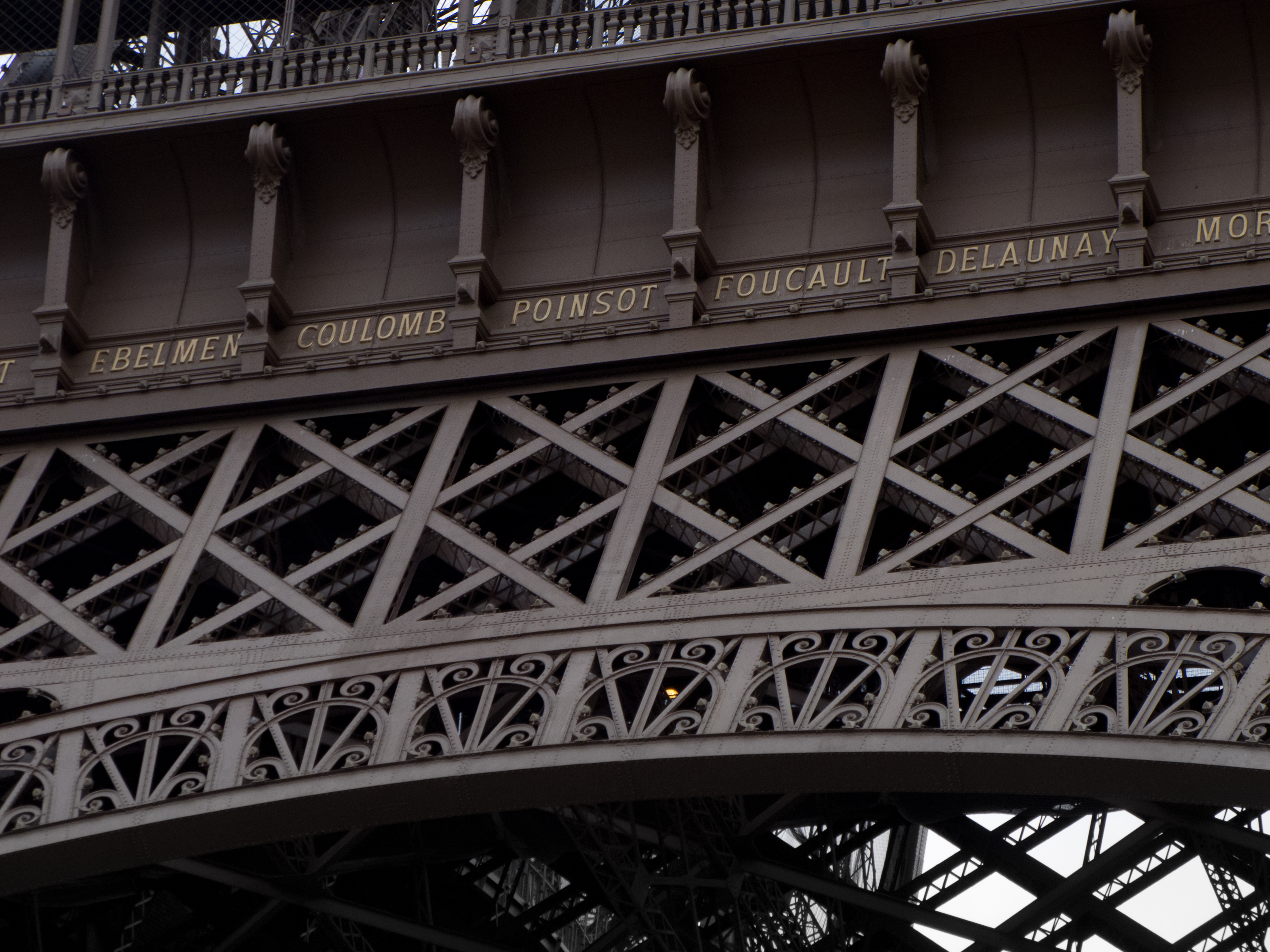
Nazwisko Delaunay’go na Wieży Eiffla w Paryżu – po prawej, obok nazwiska Foucault

- członek Francuskiej Akademii Nauk (1855)
- zagraniczny członek brytyjskiego Royal Society (1869)
- Złoty Medal Królewskiego Towarzystwa Astronomicznego (1870)
- jego nazwisko znajduje się na liście 72 nazwisk na wieży Eiffla[2]
- jego nazwiskiem nazwano jeden z kraterów na Księżycu